# Дайнара де Паула
Дайнара де Паула (порт. Daynara de Paula, 25 липня 1989) — бразильська плавчиня.
Учасниця Олімпійських Ігор 2008, 2012 років.
Призерка Панамериканських ігор 2011, 2015, 2019 років.